# Leucania stolida
Leucania stolida är en fjärilsart som beskrevs av John Henry Leech 1889. Leucania stolida ingår i släktet Leucania och familjen nattflyn. Inga underarter finns listade i Catalogue of Life.